# チョバン朝

チョバン朝

チョバン朝の版図（青）

チョバン朝（英語: Chobanids Dynasty、ペルシア語: سلسله چوبانیان Selsele-ye Chūbāniyān、ちょばんちょう）は、現在のアゼルバイジャン地方を支配したイルハン朝末期政権（1343年 - 1357年）。

## 歴史
イルハン朝は第7代君主・マフムード・ガザンと第8代君主・ムハンマド・オルジェイトゥの時代に全盛期を迎えた。アブー・サイードの没後は有力アミールのチョバンがアブー・サイードを輔弼するが、1327年にチョバンはアブー・サイードと対立して粛清された。
アブー・サイードが1335年に死去すると、イルハン朝は無政府状態となる。その中でスルドゥス部で勢力を蓄えていたチョバンの孫・シャイフ・ハサン（小ハサン）はイルハン朝の傍系にあたるサティ・ベクやスライマーンを擁立し、アゼルバイジャン地方に勢力を拡大した。イールカーニー派のタージュ・ウッディーン・ハサン・ブズルグ（大ハサン）と抗争してさらに勢力を拡大した。
1343年、小ハサンがその妻イゼット・マリクに殺されると、小ハサンの2人の弟アシュラフとのヤギ・バスティはスライマーン・ハンにタブリーズに来るよう呼ばれた。時に小ハサンによってルームのカラ・ヒサル城堡に投獄されていたソルカンはそこの守将を殺して脱獄し、アシュラフとヤギ・バスティに合流してスライマーン・ハンを打倒した。スライマーン・ハンはディヤールバクルに退却した。まもなく、ソルカンとヤギ・バスティはアシュラフと不和になり、マームーリーヤ付近で交戦したが敗れて逃走した。アシュラフはアヌシルワーンという王侯を即位させたが、ハンではなくアーディル（公正）という称号をとった。
ソルカンとヤギ・バスティは講和を求めたが、得ることができなかった。ソルカンはディヤールバクルに逃れて大ハサンの子イルカンに厚遇されたが、まもなくイルカンに殺された。ヤギ・バスティはアシュラフのもとに赴くことにしたが、アシュラフによって殺された。アシュラフは小ハサンの支配地域を領有し、アヌシルワーンを廃して自らハンとなった。
1347年、アシュラフは進軍して大ハサンをバグダードで包囲した。アシュラフはしばらくして包囲を解き、タブリーズに帰った。その後アシュラフはシルワーン州を掠奪したため、シルワーン王のカーウースは力が弱くて抵抗できず籠城した。
1349年、アシュラフはイスファハーンに進軍し、50日間攻撃したのち、アヌシルワーン・アーディルの名を公衆祈祷のなかと貨幣の上に列ねることを条件として退却することに同意した。
アシュラフは貪欲で残忍な暴君であり、常に富裕な人々を殺してその財産を奪い、部下の官吏が金持ちになるとこれを殺した。これによりアシュラフは莫大な財産を集めた。アシュラフは自分の命の危険を恐れて予防の手段を厳重にした。アシュラフのために多くの貴人は亡命を余儀なくされた。これらの移住者の中にバルザー生まれのカーディー・ムヒー・ウッディーンなる者があり、彼はジョチ・ウルスの首都サライに赴くと、ジャニベク・ハンにアシュラフの臣下にのしかかっている抑圧について雄弁した。この訴えに感銘を受けたジャニベク・ハンはアシュラフ討伐を決意した。
1355年、ジャニベク・ハンはアゼルバイジャンに侵攻し、アシュラフを捕らえ、サライに連行しようとしたが、シルワーン王カーウースらによって処刑を懇願されたので、その場で処刑した。アシュラフの首はタブリーズのモスクの門に懸けられた。ジャニベク・ハンはアシュラフの子女ティムール・タシュとスルターン・バフトを連れて帰国し、息子のベルディ・ベクをアゼルバイジャンに残した。

## 歴代君主
1. アシュラフ（在位：1343年 - 1357年） - シャイフ・ハサンの弟

## 系図
|  |  |                  |                  |                  |                  |                    |                    |                    |                    |                    |                    |             |             |                                                               |                                                               |                                                               |                                                               |                                                               |                                                               |  |  |                      |                      |                      |                      |                      |                      |  |  |                                    |                                    |                                    |                                    |                                    |                                    |  |  |  |  |  |  |
|  |  |                  |                  |                  |                  |                    |                    |                    |                    |                    |                    |             |             |                                                               |                                                               |                                                               |                                                               |                                                               |                                                               |  |  |                      |                      |                      |                      |                      |                      |  |  |                                    |                                    |                                    |                                    |                                    |                                    |  |  |  |  |  |  |
|  |  |                  |                  |                  |                  | チョバン           | チョバン           | チョバン           | チョバン           | チョバン           | チョバン           |             |             | サティ・ベク                                                  | サティ・ベク                                                  | サティ・ベク                                                  | サティ・ベク                                                  | サティ・ベク                                                  | サティ・ベク                                                  |  |  |                      |                      |                      |                      |                      |                      |  |  |                                    |                                    |                                    |                                    |                                    |                                    |  |  |  |  |  |  |
|  |  |                  |                  |                  |                  | チョバン           | チョバン           | チョバン           | チョバン           | チョバン           | チョバン           |             |             | サティ・ベク                                                  | サティ・ベク                                                  | サティ・ベク                                                  | サティ・ベク                                                  | サティ・ベク                                                  | サティ・ベク                                                  |  |  |                      |                      |                      |                      |                      |                      |  |  |                                    |                                    |                                    |                                    |                                    |                                    |  |  |  |  |  |  |
|  |  |                  |                  |                  |                  |                    |                    |                    |                    |                    |                    |             |             |                                                               |                                                               |                                                               |                                                               |                                                               |                                                               |  |  |                      |                      |                      |                      |                      |                      |  |  |                                    |                                    |                                    |                                    |                                    |                                    |  |  |  |  |  |  |
|  |  |                  |                  |                  |                  |                    |                    |                    |                    |                    |                    |             |             |                                                               |                                                               |                                                               |                                                               |                                                               |                                                               |  |  |                      |                      |                      |                      |                      |                      |  |  |                                    |                                    |                                    |                                    |                                    |                                    |  |  |  |  |  |  |
|  |  |                  |                  |                  |                  | ティムール・タシュ | ティムール・タシュ | ティムール・タシュ | ティムール・タシュ | ティムール・タシュ | ティムール・タシュ |             |             | タージュ・ウッディーン・ハサン・ブズルグ ジャライル朝初代君主 | タージュ・ウッディーン・ハサン・ブズルグ ジャライル朝初代君主 | タージュ・ウッディーン・ハサン・ブズルグ ジャライル朝初代君主 | タージュ・ウッディーン・ハサン・ブズルグ ジャライル朝初代君主 | タージュ・ウッディーン・ハサン・ブズルグ ジャライル朝初代君主 | タージュ・ウッディーン・ハサン・ブズルグ ジャライル朝初代君主 |  |  | バグダード・ハトゥン | バグダード・ハトゥン | バグダード・ハトゥン | バグダード・ハトゥン | バグダード・ハトゥン | バグダード・ハトゥン |  |  | アブー・サイード イルハン朝9代君主 | アブー・サイード イルハン朝9代君主 | アブー・サイード イルハン朝9代君主 | アブー・サイード イルハン朝9代君主 | アブー・サイード イルハン朝9代君主 | アブー・サイード イルハン朝9代君主 |  |  |  |  |  |  |
|  |  |                  |                  |                  |                  | ティムール・タシュ | ティムール・タシュ | ティムール・タシュ | ティムール・タシュ | ティムール・タシュ | ティムール・タシュ |             |             | タージュ・ウッディーン・ハサン・ブズルグ ジャライル朝初代君主 | タージュ・ウッディーン・ハサン・ブズルグ ジャライル朝初代君主 | タージュ・ウッディーン・ハサン・ブズルグ ジャライル朝初代君主 | タージュ・ウッディーン・ハサン・ブズルグ ジャライル朝初代君主 | タージュ・ウッディーン・ハサン・ブズルグ ジャライル朝初代君主 | タージュ・ウッディーン・ハサン・ブズルグ ジャライル朝初代君主 |  |  | バグダード・ハトゥン | バグダード・ハトゥン | バグダード・ハトゥン | バグダード・ハトゥン | バグダード・ハトゥン | バグダード・ハトゥン |  |  | アブー・サイード イルハン朝9代君主 | アブー・サイード イルハン朝9代君主 | アブー・サイード イルハン朝9代君主 | アブー・サイード イルハン朝9代君主 | アブー・サイード イルハン朝9代君主 | アブー・サイード イルハン朝9代君主 |  |  |  |  |  |  |
|  |  |                  |                  |                  |                  |                    |                    |                    |                    |                    |                    |             |             |                                                               |                                                               |                                                               |                                                               |                                                               |                                                               |  |  |                      |                      |                      |                      |                      |                      |  |  |                                    |                                    |                                    |                                    |                                    |                                    |  |  |  |  |  |  |
|  |  |                  |                  |                  |                  |                    |                    |                    |                    |                    |                    |             |             |                                                               |                                                               |                                                               |                                                               |                                                               |                                                               |  |  |                      |                      |                      |                      |                      |                      |  |  |                                    |                                    |                                    |                                    |                                    |                                    |  |  |  |  |  |  |
|  |  | シャイフ・ハサン | シャイフ・ハサン | シャイフ・ハサン | シャイフ・ハサン | シャイフ・ハサン   | シャイフ・ハサン   |                    |                    | アシュラフ1        | アシュラフ1        | アシュラフ1 | アシュラフ1 | アシュラフ1                                                   | アシュラフ1                                                   |                                                               |                                                               |                                                               |                                                               |  |  |                      |                      |                      |                      |                      |                      |  |  |                                    |                                    |                                    |                                    |                                    |                                    |  |  |  |  |  |  |